# Rob Geurts
Robert Paul Geurts (Utrecht, 23 juni 1959) is een Nederlands voormalig bobsleeër.
Samen met Job van Oostrum, John Drost, Han Minjon, Cor Bos, Bert van Hamersveld en Rob Nolet behoort Rob Geurts tot de eerste lichting bobsleeërs die kort na de oprichting van de Bob en Slee Bond Nederland in februari 1978 op trainingskamp in Königssee en Winterberg zijn gegaan.  
In zijn lange carrière probeerde Geurts zich tevergeefs te plaatsen voor de Olympische Winterspelen van 1988 en 1992. Op vierendertigjarige leeftijd lukte het de piloot in 1994 wel en samen met remmer Robert de Wit werd hij vierentwintigste in de tweebob in Lillehammer. Na zijn actieve loopbaan was Geurts nog assistent-bondscoach op de Olympische Winterspelen van 2006 en coach van het Japanse damesbobsleeteam op de Olympische Winterspelen van 2010
Na zijn laatste actieve wedstrijd is Rob Geurts is benoemd tot erelid van de Bob en Slee Bond Nederland.
Tegenwoordig heeft hij met collega-bobsleeër Job van Oostrum een fitnesscentrum.